# Вертячка облямована
Вертячка облямована (Aulonogyrus concinnus) — вид жуків родини вертячок (Gyrinidae).

## Поширення
Вид поширений в Південній і Західній Європі, на Кавказі, в Малій Азії, Сирії, Іраку та Ірані, Туркменістані і на схід до Приамур'я.

## Опис
Цей невеликий прісноводний жук бронзового кольору, завдовжки від 5,5 до 7 міліметрів. Його овальне тіло дрібно вкрите крапками й облямовано жовтим кольором, такого ж кольору, як нижня сторона тіла та ноги.